# Mikael Karvajalka
Mikael Karvajalka er en historisk roman skrevet af den finske forfatter  Mika Waltari i 1948.
Romanen handler om finnen Mikael Karvajalka, som er vokset op i Finland, og om hans liv og rejser i middelalderens Europa i det 15. århundrede.
Af historiske begivenheder oplever han blandt andet:
- Den danske erobring af Stockholm, Det Stockholmske Blodbad og Christian 2.s fald
- Studenterlivet i Sorbonne, Paris, i middelalderen
- Heksejagt og den hellige inkvisitions virke
- Reformationen i Tyskland og de nye tanker, som oversættelsen af Bibelen satte i folk, og bondekrigen der fulgte
- Mikael ender næsten med at blive sendt med Pizarro til den den nye verden
- Krigene og urolighederne internt i 1500-tallets Europa og kampene imod det Osmanniske Rige
- Den tyske kejsers erobring af Rom

Den efterfølges af den historiske roman Mikael Hakim.
| Bog | Spire Denne artikel om bøger og tidsskrifter er en spire som bør udbygges. Du er velkommen til at hjælpe Wikipedia ved at udvide den. |